# Matlatecoya
Matlatecoya är en ort i Mexiko.   Den ligger i kommunen Mixtla de Altamirano och delstaten Veracruz, i den sydöstra delen av landet, 250 km öster om huvudstaden Mexico City. Matlatecoya ligger 1 269 meter över havet och antalet invånare är 144.
Terrängen runt Matlatecoya är bergig åt sydost, men åt nordväst är den kuperad. Runt Matlatecoya är det ganska tätbefolkat, med 199 invånare per kvadratkilometer. Närmaste större samhälle är Zongolica, 7,9 km nordväst om Matlatecoya. I omgivningarna runt Matlatecoya växer huvudsakligen savannskog.